# آیرونکلاد پروانس
آیرونکلاد پرووینس (به انگلیسی: French ironclad Provence) یک کشتی بود که طول آن ۸۰٫۷۲ متر (۲۶۴ فوت ۱۰ اینچ) بود. این کشتی در سال ۱۸۶۳ ساخته شد.